# Christian Camargo
Christian Camargo (ur. jako Christian Minnick 7 lipca 1971 w Nowym Jorku) – amerykański aktor teatralny, filmowy i telewizyjny.

## Życiorys
Syn Victorii Wyndham, grającej w operach mydlanych, mąż brytyjskiej aktorki Juliet Rylance. Nazwisko zmienił na cześć swojego dziadka Ralpha Camargo, amerykańskiego aktora pochodzenia meksykańskiego.
Ukończył w 1992 historię w Hobart College, był dyrektorem programowym studenckiego radia WEOS. Został następnie absolwentem szkoły artystycznej Juilliard School.
W drugiej połowie lat 90. występował w brytyjskich teatrze Globe Theatre. Na Broadwayu debiutował w sztuce Skylight w 1996, wystąpił również w adaptacjach All My Sons oraz Romea i Julii. Grał również w produkcjach off-broadwayowskich, takich jak Henryk V, Kit Marlowe czy Hamlet. Za tytułową rolę w Hamlecie otrzymał nagrodę Obie Award. Wystąpił w reżyserowanych przez Sama Mendesa dramatach Williama Szekspira realizowanych w ramach The Bridge Project – Jak wam się podoba i Burzy.
W filmie debiutował pod koniec lat 90., grywając początkowo role epizodyczne. Zagrał w takich produkcjach jak K-19 The Widowmaker, Skarb narodów: Księga tajemnic czy obu częściach Sagi „Zmierzch”: Przed świtem. W 2008 otrzymał jedną z głównych ról w wielokrotnie nagradzanym filmie The Hurt Locker. W pułapce wojny. W serialach telewizyjnych wcielił się m.in. w postać Briana Mosera w Dexterze, Michaela Corrigana w House of Cards i Alexandra Sweeta w Domy grozy.
Napisał scenariusz i wyreżyserował film Dni i noce z 2014, oparty na dramacie Mewa Antona Czechowa. Zagrał wraz z żoną w tej produkcji, w której udział wzięli także Allison Janney, Katie Holmes, William Hurt i Mark Rylance.

## Filmografia
- 1998: Guiding Light (serial TV)
- 1999: Aria z Harlemu
- 1999: Picture This
- 1999: Plunkett i Macleane
- 2001: Lip Service
- 2002: For the People (serial TV)
- 2002: K-19 The Widowmaker
- 2002: Lekarze marzeń (serial TV)
- 2003: Bez śladu (serial TV)
- 2003: CSI: Kryminalne zagadki Las Vegas (serial TV)
- 2004: Karen Sisco (serial TV)
- 2005: Wanted (serial TV)
- 2005: Zaklinacz dusz (serial TV)
- 2006: Dexter (serial TV)
- 2007: Skarb narodów: Księga tajemnic
- 2007: The Cry
- 2007: The Picture of Dorian Gray
- 2008: The Hurt Locker. W pułapce wojny
- 2009: Happy Tears
- 2011: Medium (serial TV)
- 2011: Mentalista (serial TV)
- 2011: Saga „Zmierzch”: Przed świtem – część 1
- 2012: Saga „Zmierzch”: Przed świtem – część 2
- 2013: Przystań (serial TV)
- 2013: Raport z Europy
- 2014: Dni i noce
- 2014: Elementary (serial TV)
- 2015: House of Cards (serial TV)
- 2016: Dom grozy (serial TV)[1]